# Kastav
Kastav (en italiano: Castua) es una ciudad de Croacia en el condado de Primorje-Gorski Kotar.

## Geografía
Se encuentra a una altitud de 333 m s. n. m. a 170 km de la capital nacional. Zagreb.

## Demografía
En el censo 2011 el total de población de la ciudad fue de 10440 habitantes.
| Gráfica de población de Kastav 1857-2011                            |
|                                                                     |
| Según los censos de población de la oficina estadística de Croacia. |